# Awake (2021)
Awake is een Amerikaanse sciencefiction-thriller uit 2021, geregisseerd door Mark Raso met hoofdrollen vertolkt door Gina Rodriguez en Ariana Greenblatt.

## Verhaal
Jill Adams, een voormalige arts van het Amerikaanse leger en een drugsverslaafde beveiliger in herstel, werkt bij een plaatselijke universiteit waar hij drugs steelt van het onderzoekslaboratorium om te verkopen. Na haar dienst neemt ze haar kinderen, Noah en Matilda, mee van hun grootmoeder Doris. Terwijl ze op weg zijn naar huis, verliest hun auto stroom en valt in een vijver nadat ze door een ander voertuig zijn geraakt. Matilda verdrinkt, maar wordt opgewekt door een nabijgelegen sheriff die onthult dat alle elektronica in de stad is uitgevallen. Ze gaan naar het ziekenhuis waar patiënten in coma spontaan wakker worden. Later die avond kon iedereen in het huis van Doris niet slapen, behalve Matilda. De volgende dag vindt Jill Dr. Murphy aan het werk, vergezeld door soldaten, en zijn assistent Brian legt hem uit dat er geen bewusteloze mensen zijn en dat binnenkort iedereen zal sterven aan versnelde slapeloosheid. Jill vertelt Brian dat Matilda kan slapen, dus gaat ze naar huis, maar Doris nam haar mee naar de kerk. In de kerk predikt de pastoor dat Matilda een baken van hoop is, maar dat de Parrish offers wil brengen om God te verzoenen. Jill arriveert met Brian en Noah, maar Brian wordt gedood nadat hij de Parrish heeft bedreigd als ze Matilda niet aan hen uitleveren. In de chaos ontsnappen Jill Doris en de pastoor met hun kinderen. Jill haalt een oude auto uit een garage en Noah overtuigt haar om Matilda naar Murphy te brengen.
Jill weet het niet zeker en vertelt Noah dat Murphy de commandant van zijn eenheid was, die gespecialiseerd was in marteling door slaapgebrek. Onderweg bereiken ze een bibliotheek en Noah vindt een kaart om hen te helpen Murphy's militaire lab te vinden. Ondertussen steelt een ontsnapte gevangene hun auto, waarin Matilda nog steeds zit. De andere gevangenen bedreigen Jill met Noah, maar de man die hun auto steelt, Dodge, redt hen, die vervolgens besluit de familie te helpen. Ze bereiken het lab en Dodge biedt aan om te blijven, maar Jill geeft hem de auto en zegt dat hij moet gaan. Jill scheidt zich van haar kinderen en gaat vermomd als laboratoriummedewerker het laboratorium in. Jill vindt daar een andere vrouw die in zeer slechte staat kan slapen. Ze zegt dat ze maanden geleden had moeten sterven, en dan vraagt Jill haar om Matilda op te voeden. Jill wordt opgemerkt door Murphy en liegt dat ze wil helpen. Murphy vertelt hem dat een zonnevlam de hersenen van mensen heeft geherprogrammeerd, waardoor ze niet meer kunnen slapen waarvoor geen remedie bestaat. Jill ziet de lichtflits en ontdekt dat Dodge en haar kinderen zijn gevonden door de soldaten, en Matilda bekent met betraande ogen dat ze kan slapen. De volgende dag vraagt Matilda of ze kan helpen, en Dr. Katz antwoordt dat ze erachter moeten komen wat haar speciaal maakt. Ze laten hem een levend geboren chimpansee zien die ook niet in slaap kan vallen als hij verdovingsgas krijgt. Katz legt uit dat chimpansees de enige dieren zijn buiten de mens die niet in slaap kunnen vallen. Matilda krijgt het gas en valt in slaap.
Jill smeekt Murphy om haar dochter te laten gaan, maar Murphy dringt erop aan omdat het voortbestaan van de mensheid afhangt van Matilda. Jill zit geboeid in een kamer waar ze een delirium ervaart terwijl ze Dodge als voogd neemt en haar stimulerende middelen geeft. De vrouw die kan slapen stopt haar hart en sterft. Jill hallucineert dat Noah dreigt haar te vermoorden, terwijl de echte Noah wordt meegenomen om erachter te komen of haar brein anders is dan dat van Matilda. Ze staan op het punt Matilda levend te ontleden, maar Katz geeft Murphy per ongeluk een stimulerend middel vol luchtbellen dat haar doodt. Soldaten worden gek van slaapgebrek en beginnen elkaar te vermoorden. Jill ontsnapt en haast zich om Matilda te redden. Noah wordt gered door Dodge, die vervolgens wordt gedood, en de jongen snijdt een draad door zijn hallucinaties, waardoor hij een elektrische schok krijgt. Jill en Matilda proberen hem te reanimeren met een defibrillator, maar dat lukt niet. Noah wordt de volgende ochtend plotseling wakker en zegt dat ze aan het dromen was. Noah vertelt Jill dat ze gelijk had dat ze niet naar het lab wilde en dat ze weet dat ze van ze houdt en ze nodig heeft. Matilda realiseert zich dat zij en Noah konden slapen omdat ze allebei tijdelijk dood waren. Ze verdrinken Jill in een vijver en proberen hem te reanimeren. Jills ogen gaan open en ze haalt diep adem.

## Rolverdeling
| Acteur               | Personage  |
| -------------------- | ---------- |
| Gina Rodriguez       | Jill       |
| Ariana Greenblatt    | Matilda    |
| Lucius Hoyos         | Noah       |
| Shamier Anderson     | Dodge      |
| Jennifer Jason Leigh | Dr. Murphy |
| Finn Jones           | Brian      |
| Frances Fisher       | Doris      |
| Gil Bellows          | Dr. Katz   |
| Sergio Di Zio        | Dumb Jim   |
| Barry Pepper         | Pastoor    |

## Release
Awake ging in première op 27 mei 2021 in Rusland. De film werd wereldwijd uitgebracht op 9 juni 2021 door Netflix.

## Ontvangst
De film kreeg een over het algemeen negatieve  kritieken van de filmcritici. Op Rotten Tomatoes heeft Awake een waarde van 27% en een gemiddelde score van 4,40/10, gebaseerd op 49 recensies. Op Metacritic heeft de film een gemiddelde score van 35/100, gebaseerd op 13 recensies.